# Луиспорт (Кентаки)
Луиспорт (енгл. Lewisport) град је у америчкој савезној држави Кентаки.

## Демографија
По попису из 2010. године број становника је 1.670, што је 31 (1,9%) становника више него 2000. године.
| Група             | 2000.         | 2010.         |
| Белци             | 1.556 (94,9%) | 1.552 (92,9%) |
| Афроамериканци    | 31 (1,9%)     | 45 (2,7%)     |
| Азијати           | 10 (0,6%)     | 7 (0,4%)      |
| Хиспаноамериканци | 27 (1,6%)     | 46 (2,8%)     |
| Укупно            | 1.639         | 1.670         |